# Glock 35
La Glock 35 è una pistola semiautomatica prodotta dall'austriaca Glock.
Incamerata in .40 S&W è la versione da competizione della Glock 22, rispetto alla quale presenta vari accorgimenti per migliorarne la precisione.